# Józef Badyński
Józef Badyński herbu Jelita odmienne – komornik graniczny gnieźnieński w 1782 roku, komisarz województw wielkopolskich w 1775 roku.